# Paul Lukas
Paul Lukas (numele la naștere Pál Lukács n. 26 mai 1895 - d. 15 august 1971) a fost un actor născut într-o familie evreiască  din Budapesta, Ungaria.  Emigrat în Statele Unite ale Americii, a avut după aceea o carieră artistică încununată de realizări.

## Filmografie
- 1923: Das unbekannte Morgen
- 1927: Das zweite Leben (Three Sinners)
- 1927: Die Liebschaften einer Schauspielerin (Loves of an Actress)
- 1928: Die Dame aus Moskau (The Woman from Moscow)
- 1929: The Shopworn Angel
- 1930: Anybody's Woman
- 1930: The Right To Love
- 1931: City Streets
- 1931: Unfaithful
- 1931: The Vice Squad
- 1932: Tomorrow and Tomorrow
- 1932: Rockabye
- 1933: Cele patru fiice ale doctorului March (Little Women)
- 1933: Grand Slam
- 1935: Gehetzte Frauen (I Found Stella Parrish)
- 1936: Zeit der Liebe, Zeit des Abschieds [auch: Dodsworth] (Dodsworth)
- 1938: Eine Dame verschwindet (The Lady Vanishes)
- 1939: Ich war ein Spion der Nazis (Confessions of Nazi Spy)
- 1939: Kettensträfling in Australien [auch: Australien in Flammen] (Captain Fury)
- 1940: Die wunderbare Rettung (Strange Cargo)
- 1941: Monster and the Girl ca W. S. Bruhl
- 1943: Die Wacht am Rhein [auch: Vor der Entscheidung] (Watch on the Rhine)
- 1944: Experiment in Terror (Experiment Perilous)
- 1948: Berlin-Express (Berlin Express)
- 1950: Kim: Geheimdienst in Indien (Kim)
- 1954: 20.000 Meilen unter dem Meer (Twenty Thousand Leagues Under the Sea)
- 1958: Die Wurzeln des Himmels (The Roots of Heaven)
- 1962: Die vier apokalyptischen Reiter (Four Horsemen of the Apocalypse)
- 1962: Zärtlich ist die Nacht (Tender is the Night)
- 1963: 55 Tage in Peking (55 Days at Peking)
- 1963: Veselie la Acapulco (Fun in Acapulco), regia Richard Thorpe
- 1965: Lordul Jim